# Service-oriented architecture
Nell'ambito dell'informatica, con la locuzione inglese di Service-Oriented Architecture (SOA) si indica generalmente un'architettura software adatta a supportare l'uso di servizi Web per garantire l'interoperabilità tra diversi sistemi così da consentire l'utilizzo delle singole applicazioni come componenti del processo di business e soddisfare le richieste degli utenti in modo integrato e trasparente.

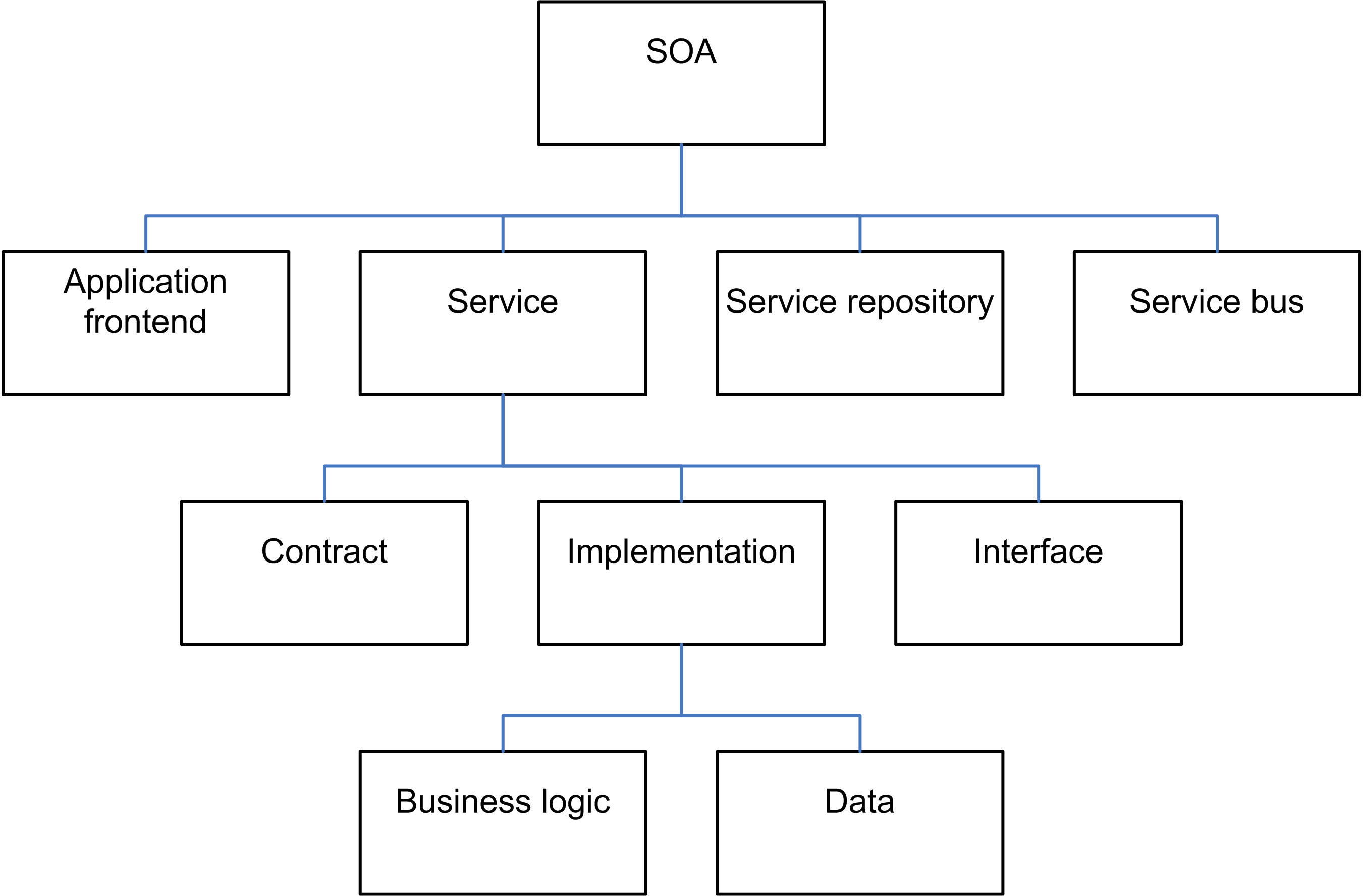
Elementi di una SOA, di Dirk Krafzig, Karl Banke, e Dirk Slama. Enterprise SOA. Prentice Hall, 2005

## Definizioni esistenti
Una Service-Oriented Architecture è progettata per il collegamento a richiesta di risorse computazionali (principalmente applicazioni e dati), per ottenere un dato risultato per gli utenti, che possono essere utenti finali o altri servizi. L'Organization for the Advancement of Structured Information Standards (Organizzazione per lo sviluppo di standard sull'informazione strutturata) definisce la Service Oriented Architecture così:
(Organization for the Advancement of Structured Information Standards)
Nonostante il fatto che esistano molteplici definizioni di Service-Oriented Architecture, solo il gruppo Organization for the Advancement of Structured Information Standards ha prodotto una definizione formale applicabile profondamente sia alla tecnologia che ai domini aziendali.
Sebbene molte definizioni di Service-Oriented Architecture si limitino alla tecnologia o solo ai Web service, questo aspetto è predominante per i fornitori di tecnologia. Nel 2003 questi parlavano di Web service, e nel 2006 di Motori di Processo legati alla Business Process Model Notation.

### Il manifesto
Il manifesto SOA recita:
Applichiamo l'orientamento ai servizi per favorire in un modo consistente le organizzazioni nel fornire prestazioni di business sostenibile, con maggiore agilità di impiego ed efficienza nei costi, adattandosi alle mutevoli esigenze aziendali.
La nostra esperienza ci induce a dare priorità:
- Al valore di business rispetto all'aspetto tecnico
- Agli obiettivi strategici rispetto ai benefici specifici di un progetto
- All'interoperabilità intrinseca rispetto all'integrazione personalizzata
- Ai servizi condivisi rispetto alle implementazioni particolari
- Alla flessibilità rispetto all'ottimizzazione
- Al miglioramento evolutivo rispetto alla ricerca della perfezione iniziale

Cioè, mentre apprezziamo il valore degli elementi esposti a destra, noi prediligiamo
gli elementi indicati a sinistra.»
(Manifesto SOA)

## Descrizione
Nell'ambito di un'architettura Service-Oriented Architecture è quindi possibile modificare, in maniera relativamente più semplice, le modalità di interazione tra i servizi, oppure la combinazione nella quale i servizi vengono utilizzati nel processo. Inoltre, risulta più agevole aggiungere nuovi servizi e modificare i processi per rispondere alle specifiche esigenze di business. Così facendo, il processo di business non è più vincolato da una specifica piattaforma o da un'applicazione; ma può essere considerato come un componente di un processo più ampio e quindi riutilizzato o modificato.
L'architettura orientata ai servizi è particolarmente adatta per le aziende che presentano una discreta complessità di processi e applicazioni. Infatti, viene agevolata l'interazione tra le diverse realtà aziendali. Le attività di business ora possono sviluppare processi efficienti sia internamente che esternamente. Parallelamente aumenta la flessibilità e l'adattabilità dei processi.
Benché molte aziende offrano prodotti che possono formare la base di una Service-Oriented Architecture va sottolineato che la Service-Oriented Architecture non è un prodotto.
La chiave sta nella totale assenza di business logic sul client SOA, il quale è totalmente agnostico rispetto alla piattaforma di implementazione, riguardo ai protocolli, al binding, al tipo di dati, alle policy con cui il servizio produrrà l'informazione richiesta. Tutto a beneficio dell'indipendenza dei servizi,  che possono essere chiamati per eseguire i propri compiti in un modo standard, senza che il servizio abbia conoscenza dell'applicazione chiamante e senza che l'applicazione abbia conoscenza, o necessiti di averne, del servizio che effettivamente eseguirà l'operazione.
Service-Oriented Architecture può anche essere vista come uno stile dell'architettura dei sistemi informatici che permetta la creazione delle applicazioni sviluppate, combinando servizi debolmente accoppiati e interoperabilità degli stessi. Questi servizi interagiscono secondo una definizione formale, detta protocollo o contratto, come per i Web Services Description Language indipendente dalla piattaforma sottostante e dalle tecnologie di sviluppo (come Java, .NET, ecc.). Per esempio, i servizi scritti in Java usando la piattaforma Java EE e quelli in C# con .NET possono essere utilizzati dall'applicazione sovrastante. Le applicazioni in esecuzione su una piattaforma possono anche utilizzare servizi in esecuzione su altre, come con i Web service, facilitando quindi la riusabilità.
Service-Oriented Architecture può supportare l'integrazione e la consolidazione di attività all'interno di complessi sistemi aziendali (sistemi di EAI) ma non specifica o fornisce la metodologia o il framework per documentare capacità e potenzialità dei servizi.
I linguaggi di alto livello come Business Process Execution Language e le specifiche come Web Services Choreography Description Language e WS-Coordination estendono il concetto di servizio, fornendo un metodo per definire e supportare la coordinazione dei servizi di rifinitura con quelli maggiori, che, di conseguenza, possono essere inclusi in flussi di controllo e processi aziendali implementati con applicazioni composte o portali.

## Tecnologie correlate
Tra le tecnologie che permettono di creare delle architetture orientate ai servizi, ci sono:
- le reti di comunicazione, senza le quali sarebbe impossibile far comunicare applicativi che si trovano su server diversi;
- i Web service che permettono di definire le modalità di comunicazione dei vari applicativi;
- l'Enterprise Service Bus (ESB) che ha la funzionalità di coordinare, orchestrare i vari applicativi per svolgere le funzioni di business.

## Protocolli di comunicazione correlati
Il service oriented computing non è legato ad una specifica tecnologia. Può essere realizzato usando una vasta gamma di tecnologie, comprese:
- Representational State Transfer (REST), un linguaggio usato per la definizione del servizio è Web Application Description Language;
- chiamata di procedura remota (RPC);
- Distributed Component Object Model (DCOM), definiti mediante Interface Description Language;
- Common Object Request Broker Architecture (CORBA), definiti mediante Interface Description Language.

Bisogna sottolineare il fatto che, perché una architettura possa essere definita orientata ai servizi, il protocollo di comunicazione deve permettere anche di definire i servizi, i parametri in ingresso ed in uscita, come viene fatto, ad esempio con il Web Services Description Language.
Diversi dei protocolli elencati sopra sono antecedenti alla definizione dell'architettura orientata ai servizi e sono associati al component-based software engineering. Quando sono state introdotte delle tecnologie legate all'eXtensible Markup Language, è diventato più semplice e proficuo realizzare architetture di questo tipo.

## Aspetti dello sviluppo
La validità di un'architettura orientata ai servizi (SOA) è conseguenza degli elementi e degli standard su cui si fonda. In particolare vanno considerati i seguenti aspetti:
- Standard aperti: per poter operare in ambienti multipiattaforma è necessario, o quantomeno consigliabile, utilizzare esclusivamente standard aperti quali XML, WSDL e WS-Security (WSS).
- Modularità: bisogna trovare il giusto equilibrio tra i servizi erogati da ogni singolo componente,  creando un insieme bilanciato di piccoli servizi riutilizzabili per le funzioni comuni e servizi più grandi per processi specifici. Tale aspetto viene mutuato dal Component-based software engineering[1].
- Contratti di servizio: Web Services Description Language è la specifica standard per la creazione di contratti di Web service, un contratto definito avrà come conseguenza servizi più flessibili. Un'alternativa è il Web Application Description Language, che permette di definire servizi che usano la tecnologia Representational State Transfer e JSON.
- Framework di integrazione: implementano i pattern di integrazione[2] e permettono una gestione più ordinata dell'orchestrazione dei servizi.
- Enterprise Service Bus: La dorsale di pubblicazione dei servizi ed abilitazione delle applicazioni per accedervi. Inoltre include caratteristiche quali adattatori per i sistemi legacy, capacità di orchestrazione dei servizi, autorizzazione e autenticazione lato sicurezza, trasformazione dei dati, supporto per regole di business e capacità di monitorare i service level agreement.

## Critiche
L'architettura di tipo SOA è stata criticata da Martin Fowler e da Jim Webber. La critica riguarda la complessità del coordinamento tra i vari Web service che vengono chiamati. Solitamente per tale compito viene usato un prodotto proprietario di tipo Enterprise Service Bus. Tale prodotto proprietario nasconde all'interno di sé la complessità del coordinamento delle varie componenti. Con il tempo, modificare le configurazioni dell'ESB diventa sempre più difficile e si tende a non usare più l'ESB, ma a fare in modo che i componenti si chiamino l'uno con l'altro direttamente, ripresentando i problemi che l'ESB si era proposto di risolvere.

## Microservice
I microservice hanno uno stretto legame con l'architettura orientata ai servizi, infatti lo stile di sviluppo dei microservice è molto simile a quello promosso da chi sostiene SOA. La differenza sta nel fatto che spesso venivano usati degli Enterprise Service Bus per integrare delle applicazioni monolitiche.
Il tentativo di nascondere la complessità dell'integrazione all'interno degli Enterprise Service Bus, secondo Martin Fowler, ha portato a progetti che sono durati diversi anni e che sono costati milioni di dollari ma che non hanno prodotto alcun valore. Ancor peggio, hanno portato a modelli di conduzione centralizzata che hanno inibito i cambiamenti e reso difficile notare questi problemi.
Scrive Martin Fowler:
In particular we have seen so many botched implementations of service orientation - from the tendency to hide complexity away in ESB's, to failed multi-year initiatives that cost millions and deliver no value, to centralised governance models that actively inhibit change, that it is sometimes difficult to see past these problems.
Certainly, many of the techniques in use in the microservice community have grown from the experiences of developers integrating services in large organisations. The Tolerant Reader pattern is an example of this. Efforts to use the web have contributed, using simple protocols is another approach derived from these experiences - a reaction away from central standards that have reached a complexity that is, frankly, breathtaking. (Any time you need an ontology to manage your ontologies you know you are in deep trouble.)
This common manifestation of SOA has led some microservice advocates to reject the SOA label entirely, although others consider microservices to be one form of SOA, perhaps service orientation done right. Either way, the fact that SOA means such different things means it's valuable to have a term that more crisply defines this architectural style.»
(Martin Fowler, Microservices)